# WTA Tour 2005
WTA Tour 2005 – sezon profesjonalnych kobiecych turniejów tenisowych organizowanych przez Women’s Tennis Association w 2005 roku. WTA Tour 2005 obejmuje turnieje wielkoszlemowe (organizowane przez Międzynarodowa Federacja Tenisowa), turnieje kategorii I-V, oraz mistrzostwa WTA Finals.

## Klasyfikacja turniejów
| Wielki Szlem     |
| Turniej Mistrzyń |
| Kategoria I      |
| Kategoria II     |
| Kategoria III    |
| Kategoria IV     |
| Kategoria V      |

## Styczeń
| Data        | Turniej                                                  | Zwyciężczynie                       | Wynik            | Finalistki                              | Półfinalistki                             | Ćwierćfinalistki                                                     |
| ----------- | -------------------------------------------------------- | ----------------------------------- | ---------------- | --------------------------------------- | ----------------------------------------- | -------------------------------------------------------------------- |
| 3 stycznia  | Uncle Tobys Hardcourts Gold Coast Kategoria III Twarda   | Patty Schnyder                      | 1:6, 6:3, 7:5    | Samantha Stosur                         | Silvia Farina Elia Tatiana Golovin        | Nadia Petrova Magdalena Maleeva Flavia Pennetta Sesil Karatantcheva  |
| 3 stycznia  | Uncle Tobys Hardcourts Gold Coast Kategoria III Twarda   | Elena Likhovtseva Magdalena Maleeva | 6–3, 5–7, 6–1    | Maria Elena Camerin Silvia Farina Elia  | Silvia Farina Elia Tatiana Golovin        | Nadia Petrova Magdalena Maleeva Flavia Pennetta Sesil Karatantcheva  |
| 3 stycznia  | ASB Classic Auckland Kategoria IV Twarda                 | Katarina Srebotnik                  | 5–7, 7–5, 6–4    | Shinobu Asagoe                          | Amy Frazier Marion Bartoli                | Janette Husárová Jelena Janković Tatiana Panova Shahar Pe’er         |
| 3 stycznia  | ASB Classic Auckland Kategoria IV Twarda                 | Shinobu Asagoe Katarina Srebotnik   | 6:3, 6:3         | Leanne Baker Francesca Lubiani          | Amy Frazier Marion Bartoli                | Janette Husárová Jelena Janković Tatiana Panova Shahar Pe’er         |
| 10 stycznia | Medibank International Sydney Sydney Kategoria II Twarda | Alicia Molik                        | 6:7(5), 6:4, 7:5 | Samantha Stosur                         | Elena Dementieva Peng Shuai               | Lindsay Davenport Nadia Petrova Patty Schnyder Fabiola Zuluaga       |
| 10 stycznia | Medibank International Sydney Sydney Kategoria II Twarda | Bryanne Stewart Samantha Stosur     | Walkower         | Elena Dementieva Ai Sugiyama            | Elena Dementieva Peng Shuai               | Lindsay Davenport Nadia Petrova Patty Schnyder Fabiola Zuluaga       |
| 10 stycznia | Moorilla Hobart International Hobart Kategoria V Twarda  | Zheng Jie                           | 6:2 6:0          | Gisela Dulko                            | Iveta Benešová Li Na                      | Marta Domachowska Klára Koukalová Květa Peschke Nicole Vaidišová     |
| 10 stycznia | Moorilla Hobart International Hobart Kategoria V Twarda  | Yan Zi Zheng Jie                    | 6:4, 7:5         | Anabel Medina Garrigues Dinara Safina   | Iveta Benešová Li Na                      | Marta Domachowska Klára Koukalová Květa Peschke Nicole Vaidišová     |
| 10 stycznia | Canberra Women’s Classic Canberra Kategoria V Twarda     | Ana Ivanovic                        | 7:5, 6:1         | Melinda Czink                           | Yuliana Fedak Lindsay Lee-Waters          | Anca Barna Marion Bartoli Silvia Farina Elia Marlene Weingärtner     |
| 10 stycznia | Canberra Women’s Classic Canberra Kategoria V Twarda     | Tathiana Garbin Tina Križan         | 7:5, 1:6, 6:4    | Gabriela Navrátilová Michaela Paštiková | Yuliana Fedak Lindsay Lee-Waters          | Anca Barna Marion Bartoli Silvia Farina Elia Marlene Weingärtner     |
| 17 stycznia | Australian Open Melbourne Wielki Szlem Twarda            | Serena Williams                     | 2:6, 6:3, 6:0    | Lindsay Davenport                       | Nathalie Dechy Maria Sharapova            | Svetlana Kuznetsova Amélie Mauresmo Alicia Molik Patty Schnyder      |
| 17 stycznia | Australian Open Melbourne Wielki Szlem Twarda            | Svetlana Kuznetsova Alicia Molik    | 6:3, 6:4         | Lindsay Davenport Corina Morariu        | Nathalie Dechy Maria Sharapova            | Svetlana Kuznetsova Amélie Mauresmo Alicia Molik Patty Schnyder      |
| 17 stycznia | Australian Open Melbourne Wielki Szlem Twarda            | Scott Draper Samantha Stosur        | 6:2, 2:6, 7:6(6) | Kevin Ullyett Liezel Huber              | Nathalie Dechy Maria Sharapova            | Svetlana Kuznetsova Amélie Mauresmo Alicia Molik Patty Schnyder      |
| 31 stycznia | Toray Pan Pacific Open Tokio Kategoria I Dywanowa        | Maria Sharapova                     | 6:1, 3:6. 7:6(5) | Lindsay Davenport                       | Shinobu Asagoe Svetlana Kuznetsova        | Iveta Benešová Elena Dementieva Daniela Hantuchová Elena Likhovtseva |
| 31 stycznia | Toray Pan Pacific Open Tokio Kategoria I Dywanowa        | Janette Husárová Elena Likhovtseva  | 6:4, 6:3         | Lindsay Davenport Corina Morariu        | Shinobu Asagoe Svetlana Kuznetsova        | Iveta Benešová Elena Dementieva Daniela Hantuchová Elena Likhovtseva |
| 31 stycznia | Volvo Women’s Open Pattaya Kategoria IV Twarda           | Conchita Martínez                   | 6:3, 3:6, 6:3    | Anna-Lena Grönefeld                     | Evgenia Linetskaya Virginia Ruano Pascual | Alona Bondarenko Shahar Pe’er Magüi Serna Vera Zvonareva             |
| 31 stycznia | Volvo Women’s Open Pattaya Kategoria IV Twarda           | Marion Bartoli Anna-Lena Grönefeld  | 6:3, 6:2         | Marta Domachowska Silvija Talaja        | Evgenia Linetskaya Virginia Ruano Pascual | Alona Bondarenko Shahar Pe’er Magüi Serna Vera Zvonareva             |

## Luty
| Data      | Turniej                                                     | Zwyciężczynie                       | Wynik            | Finalistki                                             | Półfinalistki                              | Ćwierćfinalistki                                                     |
| --------- | ----------------------------------------------------------- | ----------------------------------- | ---------------- | ------------------------------------------------------ | ------------------------------------------ | -------------------------------------------------------------------- |
| 7 lutego  | Open Gaz de France Paryż Kategoria II Twarda                | Dinara Safina                       | 6:4, 2:6, 6:3    | Amélie Mauresmo                                        | Tatiana Golovin Nadia Petrova              | Marion Bartoli Silvia Farina Elia Magdalena Maleeva Serena Williams  |
| 7 lutego  | Open Gaz de France Paryż Kategoria II Twarda                | Iveta Benešová Květa Peschke        | 6:2, 2:6, 6:2    | Anabel Medina Garrigues Dinara Safina                  | Tatiana Golovin Nadia Petrova              | Marion Bartoli Silvia Farina Elia Magdalena Maleeva Serena Williams  |
| 7 lutego  | Tourism Hyderabad Open Hyderabad Kategoria IV Twarda        | Sania Mirza                         | 6:4, 5:7, 6:3    | Alona Bondarenko                                       | Anna-Lena Grönefeld Maria Kirilenko        | Li Na Tzipora Obziler Marie-Ève Pelletier Sun Tiantian               |
| 7 lutego  | Tourism Hyderabad Open Hyderabad Kategoria IV Twarda        | Zheng Jie Yan Zi                    | 6:4, 6:1         | Sun Tiantian Li Ting                                   | Anna-Lena Grönefeld Maria Kirilenko        | Li Na Tzipora Obziler Marie-Ève Pelletier Sun Tiantian               |
| 14 lutego | Proximus Diamond Games Antwerpia Kategoria II Twarda        | Amélie Mauresmo                     | 4:6, 7:5, 6:4    | Venus Williams                                         | Alicia Molik Anastasia Myskina             | Kim Clijsters Klára Koukalová Patty Schnyder Katarina Srebotnik      |
| 14 lutego | Proximus Diamond Games Antwerpia Kategoria II Twarda        | Cara Black Els Callens              | 3:6, 6:4, 6:4    | Anabel Medina Garrigues Dinara Safina                  | Alicia Molik Anastasia Myskina             | Kim Clijsters Klára Koukalová Patty Schnyder Katarina Srebotnik      |
| 14 lutego | Memphis Open Memphis Kategoria III Twarda                   | Vera Zvonareva                      | 7:6(3), 6;2      | Meghann Shaughnessy                                    | Evgenia Linetskaya Nicole Vaidišová        | Kateryna Bondarenko Jamea Jackson Akiko Morigami Cho Yoon-jeong      |
| 14 lutego | Memphis Open Memphis Kategoria III Twarda                   | Miho Saeki Yuka Yoshida             | 6:3, 6:4         | Laura Granville Abigail Spears                         | Evgenia Linetskaya Nicole Vaidišová        | Kateryna Bondarenko Jamea Jackson Akiko Morigami Cho Yoon-jeong      |
| 14 lutego | Copa Colsanitas Seguros Bolivar Bogota Kategoria III Mączka | Flavia Pennetta                     | 7:6(4), 6:4      | Lourdes Domínguez Lino                                 | Clarisa Fernández Fabiola Zuluaga          | Eva Birnerová Catalina Castaño Emmanuelle Gagliardi Barbora Strýcová |
| 14 lutego | Copa Colsanitas Seguros Bolivar Bogota Kategoria III Mączka | Emmanuelle Gagliardi Tina Pisnik    | 6:4, 6:3         | Ľubomíra Kurhajcová Barbora Strýcová                   | Clarisa Fernández Fabiola Zuluaga          | Eva Birnerová Catalina Castaño Emmanuelle Gagliardi Barbora Strýcová |
| 21 lutego | Qatar Total Open Doha Kategoria II Twarda                   | Maria Sharapova                     | 4:6, 6:1, 6:4    | Alicia Molik                                           | Daniela Hantuchová Amélie Mauresmo         | Marion Bartoli Maria Kirilenko Conchita Martínez Francesca Schiavone |
| 21 lutego | Qatar Total Open Doha Kategoria II Twarda                   | Alicia Molik Francesca Schiavone    | 6:3, 6:4         | Cara Black Liezel Huber                                | Daniela Hantuchová Amélie Mauresmo         | Marion Bartoli Maria Kirilenko Conchita Martínez Francesca Schiavone |
| 21 lutego | Abierto Mexicano Telcel Acapulco Kategoria III Mączka       | Flavia Pennetta                     | 3:6, 7:5, 6:3    | Ľudmila Cervanová                                      | Dally Randriantefy Antonella Serra Zanetti | Catalina Castaño Émilie Loit Lilia Osterloh Arantxa Parra Santonja   |
| 21 lutego | Abierto Mexicano Telcel Acapulco Kategoria III Mączka       | Alina Jidkova Tatiana Perebiynis    | 7:5, 6:3         | Rosa María Andrés Rodríguez Conchita Martínez Granados | Dally Randriantefy Antonella Serra Zanetti | Catalina Castaño Émilie Loit Lilia Osterloh Arantxa Parra Santonja   |
| 28 lutego | Dubai Duty Free Women’s Open Dubaj Kategoria II Twarda      | Lindsay Davenport                   | 6:4, 3:6, 6:4    | Jelena Janković                                        | Patty Schnyder Serena Williams             | Daniela Hantuchová Conchita Martínez Sania Mirza Anastasia Myskina   |
| 28 lutego | Dubai Duty Free Women’s Open Dubaj Kategoria II Twarda      | Virginia Ruano Pascual Paola Suárez | 6–7(7), 6–2, 6–1 | Svetlana Kuznetsova Alicia Molik                       | Patty Schnyder Serena Williams             | Daniela Hantuchová Conchita Martínez Sania Mirza Anastasia Myskina   |

## Marzec
| Data     | Turniej                                | Zwyciężczynie                       | Wynik            | Finalistki                        | Półfinalistki                    | Ćwierćfinalistki                                                     |
| -------- | -------------------------------------- | ----------------------------------- | ---------------- | --------------------------------- | -------------------------------- | -------------------------------------------------------------------- |
| 7 marca  | Indian Wells Kategoria I Twarda        | Kim Clijsters                       | 6–4, 4–6, 6–2    | Lindsay Davenport                 | Elena Dementieva Maria Sharapova | Nathalie Dechy Svetlana Kuznetsova Conchita Martínez Mary Pierce     |
| 7 marca  | Indian Wells Kategoria I Twarda        | Virginia Ruano Pascual Paola Suárez | 7–6(3), 6–1      | Nadia Petrova Meghann Shaughnessy | Elena Dementieva Maria Sharapova | Nathalie Dechy Svetlana Kuznetsova Conchita Martínez Mary Pierce     |
| 21 marca | Miami Masters Miami Kategoria I Twarda | Kim Clijsters                       | 6–3, 7–5         | Maria Sharapova                   | Amélie Mauresmo Venus Williams   | Elena Dementieva Justine Henin-Hardenne Ana Ivanovic Serena Williams |
| 21 marca | Miami Masters Miami Kategoria I Twarda | Svetlana Kuznetsova Alicia Molik    | 7–5, 6–7(5), 6–2 | Lisa Raymond Rennae Stubbs        | Amélie Mauresmo Venus Williams   | Elena Dementieva Justine Henin-Hardenne Ana Ivanovic Serena Williams |

## Kwiecień
| Data        | Turniej                                                                 | Zwyciężczynie                            | Wynik            | Finalistki                          | Półfinalistki                  | Ćwierćfinalistki                                                    |
| ----------- | ----------------------------------------------------------------------- | ---------------------------------------- | ---------------- | ----------------------------------- | ------------------------------ | ------------------------------------------------------------------- |
| 4 kwietnia  | Bausch & Lomb Championships Amelia Island Kategoria II Mączka (zielona) | Lindsay Davenport                        | 7–5, 7–5         | Silvia Farina Elia                  | Nadia Petrova Virginie Razzano | Shinobu Asagoe Serena Williams Venus Williams Vera Zvonareva        |
| 4 kwietnia  | Bausch & Lomb Championships Amelia Island Kategoria II Mączka (zielona) | Bryanne Stewart Samantha Stosur          | 6–4, 6–2         | Květa Peschke Patty Schnyder        | Nadia Petrova Virginie Razzano | Shinobu Asagoe Serena Williams Venus Williams Vera Zvonareva        |
| 11 kwietnia | Family Circle Cup Charleston Kategoria I Mączka (zielona)               | Justine Henin-Hardenne                   | 7–5, 6–4         | Elena Dementieva                    | Tatiana Golovin Patty Schnyder | Lindsay Davenport Nadia Petrova Katarina Srebotnik Nicole Vaidišová |
| 11 kwietnia | Family Circle Cup Charleston Kategoria I Mączka (zielona)               | Conchita Martínez Virginia Ruano Pascual | 6–1, 6–4         | Iveta Benešová Květa Peschke        | Tatiana Golovin Patty Schnyder | Lindsay Davenport Nadia Petrova Katarina Srebotnik Nicole Vaidišová |
| 25 kwietnia | J&S Cup Warszawa Kategoria II Mączka                                    | Justine Henin-Hardenne                   | 3–6, 6–2, 7–5    | Svetlana Kuznetsova                 | Kim Clijsters Ana Ivanovic     | Elena Bovina Nathalie Dechy Silvia Farina Elia Patty Schnyder       |
| 25 kwietnia | J&S Cup Warszawa Kategoria II Mączka                                    | Tatiana Perebiynis Barbora Strýcová      | 6–1, 6–4         | Klaudia Jans Alicja Rosolska        | Kim Clijsters Ana Ivanovic     | Elena Bovina Nathalie Dechy Silvia Farina Elia Patty Schnyder       |
| 25 kwietnia | Estoril Open Estoril Kategoria IV Mączka                                | Lucie Šafářová                           | 6–7(4), 6–4, 6–3 | Li Na                               | Gisela Dulko Dinara Safina     | Jill Craybas Mariana Díaz-Oliva Zheng Jie Dally Randriantefy        |
| 25 kwietnia | Estoril Open Estoril Kategoria IV Mączka                                | Sun Tiantian Li Ting                     | 6–3, 6–1         | Michaëlla Krajicek Henrieta Nagyová | Gisela Dulko Dinara Safina     | Jill Craybas Mariana Díaz-Oliva Zheng Jie Dally Randriantefy        |

## Maj
| Data    | Turniej                                                               | Zwyciężczynie                            | Wynik              | Finalistki                                    | Półfinalistki                     | Ćwierćfinalistki                                                                      |
| ------- | --------------------------------------------------------------------- | ---------------------------------------- | ------------------ | --------------------------------------------- | --------------------------------- | ------------------------------------------------------------------------------------- |
| 2 maja  | German Open Berlin Kategoria I Mączka                                 | Justine Henin-Hardenne                   | 6–3, 4–6, 6–3      | Nadia Petrova                                 | Jelena Janković Patty Schnyder    | Elena Bovina Svetlana Kuznetsova Amélie Mauresmo Maria Sharapova                      |
| 2 maja  | German Open Berlin Kategoria I Mączka                                 | Elena Likhovtseva Vera Zvonareva         | 4–6, 6–4, 6–3      | Cara Black Liezel Huber                       | Jelena Janković Patty Schnyder    | Elena Bovina Svetlana Kuznetsova Amélie Mauresmo Maria Sharapova                      |
| 2 maja  | Grand Prix de SAR La Princesse Lalla Meryem Rabat Kategoria IV Mączka | Nuria Llagostera Vives                   | 6–4, 6–2           | Zheng Jie                                     | Émilie Loit Li Na                 | Lourdes Domínguez Lino Tathiana Garbin Arantxa Parra Santonja Antonella Serra Zanetti |
| 2 maja  | Grand Prix de SAR La Princesse Lalla Meryem Rabat Kategoria IV Mączka | Émilie Loit Barbora Strýcová             | 3–6, 7–6(5), 7–5   | Lourdes Domínguez Lino Nuria Llagostera Vives | Émilie Loit Li Na                 | Lourdes Domínguez Lino Tathiana Garbin Arantxa Parra Santonja Antonella Serra Zanetti |
| 9 maja  | Internazionali BNL d’Italia Rzym Kategoria I Mączka                   | Amélie Mauresmo                          | 2–6, 6–3, 6–4      | Patty Schnyder                                | Maria Sharapova Vera Zvonareva    | Elena Bovina Evgenia Linetskaya Conchita Martínez Francesca Schiavone                 |
| 9 maja  | Internazionali BNL d’Italia Rzym Kategoria I Mączka                   | Cara Black Liezel Huber                  | 6–0, 4–6, 6–1      | Maria Kirilenko Anabel Medina Garrigues       | Maria Sharapova Vera Zvonareva    | Elena Bovina Evgenia Linetskaya Conchita Martínez Francesca Schiavone                 |
| 9 maja  | Praga Open Praga Kategoria IV Mączka                                  | Dinara Safina                            | 7–6(2), 6–3        | Zuzana Ondrášková                             | Klára Koukalová Laura Pous Tió    | Iveta Benešová Kristina Brandi Jill Craybas Mariana Díaz-Oliva                        |
| 9 maja  | Praga Open Praga Kategoria IV Mączka                                  | Émilie Loit Nicole Pratt                 | 6–7(6–8), 6–4, 6–4 | Jelena Kostanić Barbora Strýcová              | Klára Koukalová Laura Pous Tió    | Iveta Benešová Kristina Brandi Jill Craybas Mariana Díaz-Oliva                        |
| 16 maja | Istambul Cup Istambuł Kategoria III Mączka                            | Venus Williams                           | 6–3, 6–2           | Nicole Vaidišová                              | Tsvetana Pironkova Anna Smashnova | Anna Chakvetadze Anna-Lena Grönefeld Shahar Pe’er Mashona Washington                  |
| 16 maja | Istambul Cup Istambuł Kategoria III Mączka                            | Marta Marrero Antonella Serra Zanetti    | 6–4, 6–0           | Daniela Klemenschits Sandra Klemenschits      | Tsvetana Pironkova Anna Smashnova | Anna Chakvetadze Anna-Lena Grönefeld Shahar Pe’er Mashona Washington                  |
| 16 maja | Moorilla Hobart International Strasburg Kategoria III Mączka          | Anabel Medina Garrigues                  | 6–4, 6–3           | Marta Domachowska                             | Nathalie Dechy Dally Randriantefy | Stéphanie Cohen-Aloro Vera Douchevina Peng Shuai Karolina Šprem                       |
| 16 maja | Moorilla Hobart International Strasburg Kategoria III Mączka          | Rosa María Andrés Rodríguez Andreea Vanc | 6–3, 6–1           | Marta Domachowska Marlene Weingärtner         | Nathalie Dechy Dally Randriantefy | Stéphanie Cohen-Aloro Vera Douchevina Peng Shuai Karolina Šprem                       |
| 23 maja | French Open Paryż Paryż Wielki Szlem                                  | Justine Henin-Hardenne                   | 6–1, 6–1           | Mary Pierce                                   | Elena Likhovtseva Nadia Petrova   | Lindsay Davenport Ana Ivanovic Sesil Karatantcheva Maria Sharapova                    |
| 23 maja | French Open Paryż Paryż Wielki Szlem                                  | Virginia Ruano Pascual Paola Suárez      | 4–6, 6–3, 6–3      | Cara Black Liezel Huber                       | Elena Likhovtseva Nadia Petrova   | Lindsay Davenport Ana Ivanovic Sesil Karatantcheva Maria Sharapova                    |
| 23 maja | French Open Paryż Paryż Wielki Szlem                                  | Daniela Hantuchová Fabrice Santoro       | 3–6, 6–3, 6–2      | Martina Navratilova Leander Paes              | Elena Likhovtseva Nadia Petrova   | Lindsay Davenport Ana Ivanovic Sesil Karatantcheva Maria Sharapova                    |

## Czerwiec
| Data       | Turniej                                           | Zwyciężczynie                         | Wynik             | Finalistki                            | Półfinalistki                      | Ćwierćfinalistki                                                         |
| ---------- | ------------------------------------------------- | ------------------------------------- | ----------------- | ------------------------------------- | ---------------------------------- | ------------------------------------------------------------------------ |
| 6 czerwca  | DFS Classic Birmingham Kategoria III Trawa        | Maria Sharapova                       | 6–2, 4–6, 6–1     | Jelena Janković                       | Tatiana Golovin Laura Granville    | Anna Chakvetadze Eleni Daniilidou Tamarine Tanasugarn Mashona Washington |
| 6 czerwca  | DFS Classic Birmingham Kategoria III Trawa        | Daniela Hantuchová Ai Sugiyama        | 6–2, 6–3          | Eleni Daniilidou Jennifer Russell     | Tatiana Golovin Laura Granville    | Anna Chakvetadze Eleni Daniilidou Tamarine Tanasugarn Mashona Washington |
| 13 czerwca | AEGON International Eastbourne Kategoria II Trawa | Kim Clijsters                         | 7–5, 6–0          | Wiera Duszewina                       | Swietłana Kuzniecowa Roberta Vinci | Marion Bartoli Nathalie Dechy Anastasia Myskina Mashona Washington       |
| 13 czerwca | AEGON International Eastbourne Kategoria II Trawa | Lisa Raymond Rennae Stubbs            | 6–3, 7–5          | Elena Likhovtseva Vera Zvonareva      | Swietłana Kuzniecowa Roberta Vinci | Marion Bartoli Nathalie Dechy Anastasia Myskina Mashona Washington       |
| 13 czerwca | Ordina Open 's-Hertogenbosch Kategoria III Trawa  | Klára Koukalová                       | 3–6, 6–2, 6–2     | Lucie Šafářová                        | Gisela Dulko Meghann Shaughnessy   | Denisa Chládková Michaëlla Krajicek Nadia Petrova Dinara Safina          |
| 13 czerwca | Ordina Open 's-Hertogenbosch Kategoria III Trawa  | Anabel Medina Garrigues Dinara Safina | 6–4, 2–6, 7–6(11) | Iveta Benešová Nuria Llagostera Vives | Gisela Dulko Meghann Shaughnessy   | Denisa Chládková Michaëlla Krajicek Nadia Petrova Dinara Safina          |
| 20 czerwca | Wimbledon Londyn Wielki Szlem Trawa               | Venus Williams                        | 4–6, 7–6(4), 9–7  | Lindsay Davenport                     | Amélie Mauresmo Maria Sharapova    | Swietłana Kuzniecowa Anastasia Myskina Nadia Petrova Mary Pierce         |
| 20 czerwca | Wimbledon Londyn Wielki Szlem Trawa               | Cara Black Liezel Huber               | 6–2, 6–1          | Swietłana Kuzniecowa Amélie Mauresmo  | Amélie Mauresmo Maria Sharapova    | Swietłana Kuzniecowa Anastasia Myskina Nadia Petrova Mary Pierce         |
| 20 czerwca | Wimbledon Londyn Wielki Szlem Trawa               | Mary Pierce Mahesh Bhupathi           | 6–4, 6–2          | Tatiana Perebiynis Paul Hanley        | Amélie Mauresmo Maria Sharapova    | Swietłana Kuzniecowa Anastasia Myskina Nadia Petrova Mary Pierce         |

## Lipiec
| Data     | Turniej                                                         | Zwyciężczynie                           | Wynik           | Finalistki                              | Półfinalistki                      | Ćwierćfinalistki                                                    |
| -------- | --------------------------------------------------------------- | --------------------------------------- | --------------- | --------------------------------------- | ---------------------------------- | ------------------------------------------------------------------- |
| 11 lipca | Internazionali di Modena Modena Kategoria IV Mączka             | Anna Smashnova                          | 6–6 (3–0) krecz | Tathiana Garbin                         | Flavia Pennetta Ágnes Szávay       | Mariana Díaz-Oliva Émilie Loit Sanda Mamić Francesca Schiavone      |
| 11 lipca | Internazionali di Modena Modena Kategoria IV Mączka             | Julija Bejhelzimer Mervana Jugić-Salkić | 6–2, 6–0        | Gabriela Navrátilová Michaela Paštiková | Flavia Pennetta Ágnes Szávay       | Mariana Díaz-Oliva Émilie Loit Sanda Mamić Francesca Schiavone      |
| 18 lipca | Cincinnati Masters Menson Kategoria III Twarda                  | Patty Schnyder                          | 6–4, 6–0        | Akiko Morigami                          | Daniela Hantuchová Bethanie Mattek | Jelena Janković Sania Mirza Shahar Pe’er Cho Yoon-jeong             |
| 18 lipca | Cincinnati Masters Menson Kategoria III Twarda                  | Laura Granville Abigail Spears          | 3–6, 6–2, 6–4   | Květa Peschke María Emilia Salerni      | Daniela Hantuchová Bethanie Mattek | Jelena Janković Sania Mirza Shahar Pe’er Cho Yoon-jeong             |
| 18 lipca | Internazionali Femminili di Palermo Palermo Kategoria IV Mączka | Anabel Medina Garrigues                 | 6–4, 6–0        | Klára Koukalová                         | Cvetana Pironkova Flavia Pennetta  | Mariana Díaz-Oliva Martina Müller Nathalie Vierin Roberta Vinci     |
| 18 lipca | Internazionali Femminili di Palermo Palermo Kategoria IV Mączka | Giulia Casoni Marija Korytcewa          | 4–6, 6–3, 7–5   | Klaudia Jans Alicja Rosolska            | Cvetana Pironkova Flavia Pennetta  | Mariana Díaz-Oliva Martina Müller Nathalie Vierin Roberta Vinci     |
| 25 lipca | Bank of the West Classic Stanford Kategoria II Twarda           | Kim Clijsters                           | 7–5, 6–2        | Venus Williams                          | Anna-Lena Grönefeld Patty Schnyder | Iveta Benešová Nathalie Dechy Daniela Hantuchová Jelena Janković    |
| 25 lipca | Bank of the West Classic Stanford Kategoria II Twarda           | Cara Black Rennae Stubbs                | 6–3, 7–5        | Elena Likhovtseva Wiera Zwonariowa      | Anna-Lena Grönefeld Patty Schnyder | Iveta Benešová Nathalie Dechy Daniela Hantuchová Jelena Janković    |
| 25 lipca | Budapest Grand Prix Budapeszt Kategoria IV Mączka               | Anna Smasznowa                          | 6–2, 6–2        | Catalina Castaño                        | Jelena Kostanić Laura Pous Tió     | Anikó Kapros María Sánchez Lorenzo Katarina Srebotnik Martina Suchá |
| 25 lipca | Budapest Grand Prix Budapeszt Kategoria IV Mączka               | Émilie Loit Katarina Srebotnik          | 6–1, 3–6, 6–2   | Lourdes Domínguez Lino Marta Marrero    | Jelena Kostanić Laura Pous Tió     | Anikó Kapros María Sánchez Lorenzo Katarina Srebotnik Martina Suchá |

## Sierpień
| Data        | Turniej                                                      | Zwyciężczynie                            | Wynik              | Finalistki                               | Półfinalistki                            | Ćwierćfinalistki                                                      |
| ----------- | ------------------------------------------------------------ | ---------------------------------------- | ------------------ | ---------------------------------------- | ---------------------------------------- | --------------------------------------------------------------------- |
| 1 sierpnia  | Acura Classic San Diego Kategoria I Twarda                   | Mary Pierce                              | 6–0, 6–3           | Ai Sugiyama                              | Akiko Morigami Peng Shuai                | Anna Chakvetadze Kim Clijsters Sesil Karatantcheva Patty Schnyder     |
| 1 sierpnia  | Acura Classic San Diego Kategoria I Twarda                   | Conchita Martínez Virginia Ruano Pascual | 6–7(7), 6–1, 7–5   | Daniela Hantuchová Ai Sugiyama           | Akiko Morigami Peng Shuai                | Anna Chakvetadze Kim Clijsters Sesil Karatantcheva Patty Schnyder     |
| 8 sierpnia  | JP Morgan Chase Open Los Angeles Kategoria II Twarda         | Kim Clijsters                            | 6–4, 6–1           | Daniela Hantuchová                       | Elena Dementieva Francesca Schiavone     | Tathiana Garbin Conchita Martínez Nadia Petrova Maria Sharapova       |
| 8 sierpnia  | JP Morgan Chase Open Los Angeles Kategoria II Twarda         | Elena Dementieva Flavia Pennetta         | 6–2, 6–4           | Angela Haynes Bethanie Mattek            | Elena Dementieva Francesca Schiavone     | Tathiana Garbin Conchita Martínez Nadia Petrova Maria Sharapova       |
| 8 sierpnia  | Nordea Nordic Light Open Sztokholm Kategoria IV Twarda       | Katarina Srebotnik                       | 7–5, 6–2           | Anastasia Myskina                        | Vera Douchevina Émilie Loit              | Sofia Arvidsson Catalina Castaño Arantxa Parra Santonja Martina Suchá |
| 8 sierpnia  | Nordea Nordic Light Open Sztokholm Kategoria IV Twarda       | Émilie Loit Katarina Srebotnik           | 6–4, 6–3           | Eva Birnerová Mara Santangelo            | Vera Douchevina Émilie Loit              | Sofia Arvidsson Catalina Castaño Arantxa Parra Santonja Martina Suchá |
| 15 sierpnia | Rogers Cup Toronto Kategoria I Twarda                        | Kim Clijsters                            | 7–5, 6–1           | Justine Henin-Hardenne                   | Amélie Mauresmo Anastasia Myskina        | Gisela Dulko Flavia Pennetta Nadia Petrova Nicole Vaidišová           |
| 15 sierpnia | Rogers Cup Toronto Kategoria I Twarda                        | Anna-Lena Grönefeld Martina Navratilova  | 5–7, 6–3, 6–4      | Conchita Martínez Virginia Ruano Pascual | Amélie Mauresmo Anastasia Myskina        | Gisela Dulko Flavia Pennetta Nadia Petrova Nicole Vaidišová           |
| 22 sierpnia | Connecticut Open New Haven Kategoria II Twarda               | Lindsay Davenport                        | 6–4, 6–4           | Amélie Mauresmo                          | Anna Chakvetadze Anabel Medina Garrigues | ? Anna-Lena Grönefeld Daniela Hantuchová Zheng Jie                    |
| 22 sierpnia | Connecticut Open New Haven Kategoria II Twarda               | Lisa Raymond Samantha Stosur             | 6–2, 6–7(6–8), 6–1 | Gisela Dulko Maria Kirilenko             | Anna Chakvetadze Anabel Medina Garrigues | ? Anna-Lena Grönefeld Daniela Hantuchová Zheng Jie                    |
| 22 sierpnia | Forest Hills Tennis Classic Forest Hills Kategoria IV Twarda | Lucie Šafářová                           | 3–6, 7–5, 6–4      | Sania Mirza                              | Iveta Benešová Alexa Glatch              | Zuzana Ondrášková Antonella Serra Zanetti Martina Suchá Roberta Vinci |
| 29 sierpnia | US Open Nowy Jork Nowy Jork Wielki Szlem Twarda              | Kim Clijsters                            | 6–3, 6–1           | Mary Pierce                              | Elena Dementieva Maria Sharapova         | Lindsay Davenport Amélie Mauresmo Nadia Petrova Venus Williams        |
| 29 sierpnia | US Open Nowy Jork Nowy Jork Wielki Szlem Twarda              | Lisa Raymond Samantha Stosur             | 6–2, 5–7, 6–3      | Elena Dementieva Flavia Pennetta         | Elena Dementieva Maria Sharapova         | Lindsay Davenport Amélie Mauresmo Nadia Petrova Venus Williams        |
| 29 sierpnia | US Open Nowy Jork Nowy Jork Wielki Szlem Twarda              | Mahesh Bhupathi Daniela Hantuchová       | 6–4, 6–2           | Nenad Zimonjić Katarina Srebotnik        | Elena Dementieva Maria Sharapova         | Lindsay Davenport Amélie Mauresmo Nadia Petrova Venus Williams        |

## Wrzesień
| Data        | Turniej                                                       | Zwyciężczynie                             | Wynik          | Finalistki                         | Półfinalistki                     | Ćwierćfinalistki                                                   |
| ----------- | ------------------------------------------------------------- | ----------------------------------------- | -------------- | ---------------------------------- | --------------------------------- | ------------------------------------------------------------------ |
| 12 września | Wismilak International Bali Kategoria III Twarda              | Lindsay Davenport                         | 6–2, 6–4       | Francesca Schiavone                | Li Na Patty Schnyder              | Alona Bondarenko Maria Elena Camerin Aiko Nakamura Flavia Pennetta |
| 12 września | Wismilak International Bali Kategoria III Twarda              | Anna-Lena Grönefeld Meghann Shaughnessy   | 6–3, 6–3       | Zheng Jie Yan Zi                   | Li Na Patty Schnyder              | Alona Bondarenko Maria Elena Camerin Aiko Nakamura Flavia Pennetta |
| 19 września | China Open Pekin Kategoria II Twarda                          | Maria Kirilenko                           | 6–3, 6–4       | Anna-Lena Grönefeld                | Marta Domachowska Maria Sharapova | Shinobu Asagoe Peng Shuai Sun Tiantian Venus Williams              |
| 19 września | China Open Pekin Kategoria II Twarda                          | Nuria Llagostera Vives María Vento-Kabchi | 6–2, 6–4       | Zheng Jie Yan Zi                   | Marta Domachowska Maria Sharapova | Shinobu Asagoe Peng Shuai Sun Tiantian Venus Williams              |
| 19 września | Sunfeast Open Kalkuta Kategoria III Twarda (hala)             | Anastasia Myskina                         | 6–2, 6–2       | Karolina Šprem                     | Kaia Kanepi Elena Likhovtseva     | Sofia Arvidsson Sybille Bammer Melinda Czink Shikha Uberoi         |
| 19 września | Sunfeast Open Kalkuta Kategoria III Twarda (hala)             | Elena Likhovtseva Anastasia Myskina       | 6–1, 6–0       | Neha Uberoi Shikha Uberoi          | Kaia Kanepi Elena Likhovtseva     | Sofia Arvidsson Sybille Bammer Melinda Czink Shikha Uberoi         |
| 19 września | Banka Koper Slovenia Open Portoroz Kategoria IV Twarda (hala) | Klára Koukalová                           | 6–2, 4–6, 6–3  | Katarina Srebotnik                 | Eleni Daniilidou Vanessa Henke    | Séverine Brémond Anabel Medina Garrigues Meilen Tu Roberta Vinci   |
| 19 września | Banka Koper Slovenia Open Portoroz Kategoria IV Twarda (hala) | Anabel Medina Garrigues Roberta Vinci     | 6–4, 5–7, 6–2  | Jelena Kostanić Katarina Srebotnik | Eleni Daniilidou Vanessa Henke    | Séverine Brémond Anabel Medina Garrigues Meilen Tu Roberta Vinci   |
| 26 września | Luxembourg Open Luksemburg Kategoria II Twarda (hala)         | Kim Clijsters                             | 6–2, 6–4       | Anna-Lena Grönefeld                | Nathalie Dechy Dinara Safina      | Daniela Hantuchová Nadia Petrova Francesca Schiavone Roberta Vinci |
| 26 września | Luxembourg Open Luksemburg Kategoria II Twarda (hala)         | Lisa Raymond Samantha Stosur              | 7–5, 6–1       | Cara Black Rennae Stubbs           | Nathalie Dechy Dinara Safina      | Daniela Hantuchová Nadia Petrova Francesca Schiavone Roberta Vinci |
| 26 września | Guangzhou International Guangzhou Kategoria III Twarda        | Yan Zi                                    | 6–4, 4–0 krecz | Nuria Llagostera Vives             | Victoria Azarenka Zheng Jie       | Maria Kirilenko Li Na Peng Shuai Li Ting                           |
| 26 września | Guangzhou International Guangzhou Kategoria III Twarda        | Maria Elena Camerin Emmanuelle Gagliardi  | 7–6(5), 6–3    | Neha Uberoi Shikha Uberoi          | Victoria Azarenka Zheng Jie       | Maria Kirilenko Li Na Peng Shuai Li Ting                           |
| 26 września | Korea Open Seul Kategoria IV Twarda                           | Nicole Vaidišová                          | 7–5, 6–3       | Jelena Janković                    | Catalina Castaño Tatiana Golovin  | Marion Bartoli Vera Douchevina Laura Granville Ai Sugiyama         |
| 26 września | Korea Open Seul Kategoria IV Twarda                           | Chuang Chia-jung Chan Yung-jan            | 6–2, 6–4       | Jill Craybas Natalie Grandin       | Catalina Castaño Tatiana Golovin  | Marion Bartoli Vera Douchevina Laura Granville Ai Sugiyama         |

## Październik
| Data            | Turniej                                                          | Zwyciężczynie                        | Wynik               | Finalistki                               | Półfinalistki                          | Ćwierćfinalistki                                                          |
| --------------- | ---------------------------------------------------------------- | ------------------------------------ | ------------------- | ---------------------------------------- | -------------------------------------- | ------------------------------------------------------------------------- |
| 3 października  | Porsche Tennis Grand Prix Filderstadt Kategoria II Twarda (hala) | Lindsay Davenport                    | 6–2, 6–4            | Amélie Mauresmo                          | Elena Dementieva Daniela Hantuchová    | Kim Clijsters Anastasia Myskina Flavia Pennetta Nadia Petrova             |
| 3 października  | Porsche Tennis Grand Prix Filderstadt Kategoria II Twarda (hala) | Daniela Hantuchová Anastasia Myskina | 6–0, 3–6, 7–5       | Květa Peschke Francesca Schiavone        | Elena Dementieva Daniela Hantuchová    | Kim Clijsters Anastasia Myskina Flavia Pennetta Nadia Petrova             |
| 3 października  | Japan Open Tokio Kategoria III Twarda                            | Nicole Vaidišová                     | 7–6(4), 3–2 krecz   | Tatiana Golovin                          | Maria Kirilenko Sania Mirza            | Sofia Arvidsson Jill Craybas Ai Sugiyama Vera Zvonareva                   |
| 3 października  | Japan Open Tokio Kategoria III Twarda                            | Gisela Dulko Maria Kirilenko         | 7–5, 4–6, 6–3       | Shinobu Asagoe María Vento-Kabchi        | Maria Kirilenko Sania Mirza            | Sofia Arvidsson Jill Craybas Ai Sugiyama Vera Zvonareva                   |
| 3 października  | Taszkent Open Taszkent Kategoria IV Twarda                       | Michaëlla Krajicek                   | 6–0, 4–6, 6–3       | Akgul Amanmuradova                       | Ekaterina Bychkova Maria Elena Camerin | Kateryna Bondarenko Evgeniya Rodina Antonella Serra Zanetti Elena Vesnina |
| 3 października  | Taszkent Open Taszkent Kategoria IV Twarda                       | Maria Elena Camerin Émilie Loit      | 6–3, 6–0            | Anastasia Rodionova Galina Voskoboeva    | Ekaterina Bychkova Maria Elena Camerin | Kateryna Bondarenko Evgeniya Rodina Antonella Serra Zanetti Elena Vesnina |
| 10 października | Kreml Cup Moskwa Kategoria I Dywanowa (hala)                     | Mary Pierce                          | 6–4, 6–3            | Francesca Schiavone                      | Elena Dementieva Dinara Safina         | Svetlana Kuznetsova Elena Likhovtseva Anastasia Myskina Maria Sharapova   |
| 10 października | Kreml Cup Moskwa Kategoria I Dywanowa (hala)                     | Lisa Raymond Samantha Stosur         | 6–2, 6–4            | Cara Black Rennae Stubbs                 | Elena Dementieva Dinara Safina         | Svetlana Kuznetsova Elena Likhovtseva Anastasia Myskina Maria Sharapova   |
| 10 października | Bangkok Open Bangkok Kategoria III Twarda                        | Nicole Vaidišová                     | 6–1, 6–7(5), 7–5    | Nadia Petrova                            | Gisela Dulko Antonella Serra Zanetti   | Stéphanie Foretz Conchita Martínez Yuan Meng Shahar Pe’er                 |
| 10 października | Bangkok Open Bangkok Kategoria III Twarda                        | Shinobu Asagoe Gisela Dulko          | 6–1, 7–5            | Conchita Martínez Virginia Ruano Pascual | Gisela Dulko Antonella Serra Zanetti   | Stéphanie Foretz Conchita Martínez Yuan Meng Shahar Pe’er                 |
| 17 października | Zurich Open Zurych Kategoria IV Twarda (hala)                    | Lindsay Davenport                    | 7–6(5), 6–3         | Patty Schnyder                           | Ana Ivanovic Anastasia Myskina         | Elena Dementieva Flavia Pennetta Francesca Schiavone Katarina Srebotnik   |
| 17 października | Zurich Open Zurych Kategoria IV Twarda (hala)                    | Cara Black Rennae Stubbs             | 6–7(6), 7–6(4), 6–3 | Daniela Hantuchová Ai Sugiyama           | Ana Ivanovic Anastasia Myskina         | Elena Dementieva Flavia Pennetta Francesca Schiavone Katarina Srebotnik   |
| 24 października | Generali Ladies Linz Linz Kategoria II Twarda (hala)             | Nadia Petrova                        | 4–6, 6–3, 6–1       | Patty Schnyder                           | Ana Ivanovic Květa Peschke             | Sybille Bammer Tatiana Golovin Daniela Hantuchová Ai Sugiyama             |
| 24 października | Generali Ladies Linz Linz Kategoria II Twarda (hala)             | Gisela Dulko Květa Peschke           | 6–2, 6–3            | Conchita Martínez Virginia Ruano Pascual | Ana Ivanovic Květa Peschke             | Sybille Bammer Tatiana Golovin Daniela Hantuchová Ai Sugiyama             |
| 24 października | Gaz de France Stars Hasselt Kategoria III Twarda (hala)          | Kim Clijsters                        | 6–2, 6–3            | Francesca Schiavone                      | Michaëlla Krajicek Dinara Safina       | Nathalie Dechy Julia Schruff Katarina Srebotnik Samantha Stosur           |
| 24 października | Gaz de France Stars Hasselt Kategoria III Twarda (hala)          | Émilie Loit Katarina Srebotnik       | 6–3, 6–4            | Michaëlla Krajicek Ágnes Szávay          | Michaëlla Krajicek Dinara Safina       | Nathalie Dechy Julia Schruff Katarina Srebotnik Samantha Stosur           |
| 31 października | Advanta Championships Philadelphia Kategoria II Twarda (hala)    | Amélie Mauresmo                      | 7–5, 2–6, 7–5       | Elena Dementieva                         | Nadia Petrova Nicole Vaidišová         | Květa Peschke Lisa Raymond Martina Suchá Mashona Washington               |
| 31 października | Advanta Championships Philadelphia Kategoria II Twarda (hala)    | Cara Black Rennae Stubbs             | 6–4, 7–6(4)         | Lisa Raymond Samantha Stosur             | Nadia Petrova Nicole Vaidišová         | Květa Peschke Lisa Raymond Martina Suchá Mashona Washington               |
| 31 października | Bell Challenge Quebec Kategoria III Dywanowa (hala)              | Amy Frazier                          | 6–1, 7–5            | Sofia Arvidsson                          | Marion Bartoli Nathalie Dechy          | Stéphanie Dubois Henrieta Nagyová Shenay Perry Elena Vesnina              |
| 31 października | Bell Challenge Quebec Kategoria III Dywanowa (hala)              | Anastasia Rodionova Elena Vesnina    | 6–7(4), 6–4, 6–2    | Līga Dekmeijere Ashley Harkleroad        | Marion Bartoli Nathalie Dechy          | Stéphanie Dubois Henrieta Nagyová Shenay Perry Elena Vesnina              |

## Listopad
| Data        | Turniej                                                    | Zwyciężczynie                | Wynik            | Finalistki               | Półfinalistki                     | Ćwierćfinalistki                                            |
| ----------- | ---------------------------------------------------------- | ---------------------------- | ---------------- | ------------------------ | --------------------------------- | ----------------------------------------------------------- |
| 7 listopada | WTA Turniej Mistrzyń Los Angeles Kategoria Mistrzyń Twarda | Amélie Mauresmo              | 5–7, 7–6(3), 6–4 | Mary Pierce              | Lindsay Davenport Maria Sharapova | Kim Clijsters Elena Dementieva Nadia Petrova Patty Schnyder |
| 7 listopada | WTA Turniej Mistrzyń Los Angeles Kategoria Mistrzyń Twarda | Lisa Raymond Samantha Stosur | 6–7(5), 7–5, 6–4 | Cara Black Rennae Stubbs | Lindsay Davenport Maria Sharapova | Kim Clijsters Elena Dementieva Nadia Petrova Patty Schnyder |

## Wielki Szlem
| Turniej         | Gra pojedyncza         | Gra podwójna                        | Gra mieszana                       |
| Australian Open | Serena Williams        | Svetlana Kuznetsova Alicia Molik    | Scott Draper Samantha Stosur       |
| French Open     | Justine Henin-Hardenne | Virginia Ruano Pascual Paola Suárez | Fabrice Santoro Daniela Hantuchová |
| Wimbledon       | Venus Williams         | Cara Black Liezel Huber             | Mahesh Bhupathi Mary Pierce        |
| US Open         | Kim Clijsters          | Lisa Raymond Samantha Stosur        | Mahesh Bhupathi Daniela Hantuchová |

## Wygrane turnieje w 2005 roku
stan na koniec sezonu

### Gra pojedyncza – klasyfikacja tenisistek
| Lp. | Wygrane | Tenisistka             | Państwo           |
| 1   | 9       | Kim Clijsters          | Belgia            |
| 2   | 6       | Lindsay Davenport      | Stany Zjednoczone |
| 3   | 4       | Justine Henin-Hardenne | Belgia            |
| 4   | 4       | Amélie Mauresmo        | Francja           |
| 5   | 3       | Marija Szarapowa       | Rosja             |
| 6   | 3       | Nicole Vaidišová       | Czechy            |
| 7   | 2       | Klára Koukalová        | Czechy            |
| 8   | 2       | Lucie Šafářová         | Czechy            |
| 9   | 2       | Patty Schnyder         | Szwajcaria        |
| 10  | 2       | Anna Smashnova         | Izrael            |
| 11  | 2       | Venus Williams         | Stany Zjednoczone |
| 12  | 1       | Amy Frazier            | Stany Zjednoczone |
| 13  | 1       | Ana Ivanovic           | Serbia            |
| 14  | 1       | Michaëlla Krajicek     | Holandia          |
| 15  | 1       | Sania Mirza            | Indie             |
| 16  | 1       | Nadia Petrova          | Rosja             |
| 17  | 1       | Serena Williams        | Stany Zjednoczone |

### Gra pojedyncza – klasyfikacja państw
| Lp. | Państwo           | Turnieje |
| 1   | Belgia            | 13       |
| 2   | Stany Zjednoczone | 10       |
| 3   | Czechy            | 7        |
| 4   | Francja           | 4        |
| 5   | Rosja             | 4        |
| 6   | Szwajcaria        | 2        |
| 7   | Izrael            | 2        |
| 8   | Serbia            | 1        |
| 9   | Holandia          | 1        |
| 10  | Indie             | 1        |

### Gra podwójna – klasyfikacja tenisistek
| Lp. | Wygrane | Tenisistka                  | Państwo              |
| 1   | 8       | Samantha Stosur             | Australia            |
| 2   | 6       | Cara Black                  | Zimbabwe             |
| 3   | 6       | Émilie Loit                 | Francja              |
| 4   | 6       | Lisa Raymond                | Stany Zjednoczone    |
| 5   | 5       | Virginia Ruano              | Hiszpania            |
| 6   | 4       | Daniela Hantuchová          | Słowacja             |
| 7   | 4       | Elena Likhovtseva           | Rosja                |
| 8   | 4       | Katarina Srebotnik          | Słowenia             |
| 9   | 4       | Rennae Stubbs               | Australia            |
| 10  | 3       | Gisela Dulko                | Argentyna            |
| 11  | 3       | Anna-Lena Grönefeld         | Niemcy               |
| 12  | 3       | Alicia Molik                | Australia            |
| 13  | 3       | Paola Suárez                | Argentyna            |
| 14  | 2       | Shinobu Asagoe              | Japonia              |
| 15  | 2       | Maria Elena Camerin         | Włochy               |
| 16  | 2       | Emmanuelle Gagliardi        | Szwajcaria           |
| 17  | 2       | Liezel Huber                | Południowa Afryka    |
| 18  | 2       | Zheng Jie                   | Chiny                |
| 19  | 2       | Svetlana Kuznetsova         | Rosja                |
| 20  | 2       | Conchita Martínez           | Hiszpania            |
| 21  | 2       | Anabel Medina Garrigues     | Hiszpania            |
| 22  | 2       | Anastasia Myskina           | Rosja                |
| 23  | 2       | Tatiana Perebiynis          | Ukraina              |
| 24  | 2       | Květa Peschke               | Czechy               |
| 25  | 2       | Bryanne Stewart             | Australia            |
| 26  | 2       | Barbora Strýcová            | Czechy               |
| 27  | 2       | Yan Zi                      | Chiny                |
| 28  | 1       | Rosa María Andrés Rodríguez | Hiszpania            |
| 29  | 1       | Marion Bartoli              | Francja              |
| 30  | 1       | Iveta Benešová              | Czechy               |
| 31  | 1       | Julija Bejhelzimer          | Ukraina              |
| 32  | 1       | Els Callens                 | Belgia               |
| 33  | 1       | Giulia Casoni               | Włochy               |
| 34  | 1       | Chuang Chia-jung            | Tajwan               |
| 35  | 1       | Elena Dementieva            | Rosja                |
| 36  | 1       | Tathiana Garbin             | Włochy               |
| 37  | 1       | Laura Granville             | Stany Zjednoczone    |
| 38  | 1       | Janette Husárová            | Słowacja             |
| 39  | 1       | Alina Jidkova               | Rosja                |
| 40  | 1       | Mervana Jugić-Salkić        | Bośnia i Hercegowina |
| 41  | 1       | Maria Kirilenko             | Rosja                |
| 42  | 1       | Marija Korytcewa            | Ukraina              |
| 43  | 1       | Tina Križan                 | Słowenia             |
| 44  | 1       | Nuria Llagostera Vives      | Hiszpania            |
| 45  | 1       | Magdalena Maleeva           | Bułgaria             |
| 46  | 1       | Marta Marrero               | Hiszpania            |
| 47  | 1       | Martina Navratilova         | Stany Zjednoczone    |
| 48  | 1       | Flavia Pennetta             | Włochy               |
| 49  | 1       | Mary Pierce                 | Francja              |
| 50  | 1       | Tina Pisnik                 | Słowenia             |
| 51  | 1       | Nicole Pratt                | Australia            |
| 52  | 1       | Anastasia Rodionova         | Rosja                |
| 53  | 1       | Miho Saeki                  | Japonia              |
| 54  | 1       | Dinara Safina               | Rosja                |
| 55  | 1       | Francesca Schiavone         | Włochy               |
| 56  | 1       | Antonella Serra Zanetti     | Włochy               |
| 57  | 1       | Meghann Shaughnessy         | Stany Zjednoczone    |
| 58  | 1       | Abigail Spears              | Stany Zjednoczone    |
| 59  | 1       | Ai Sugiyama                 | Japonia              |
| 60  | 1       | Sun Tiantian                | Chiny                |
| 61  | 1       | Li Ting                     | Chiny                |
| 62  | 1       | Andreea Ehritt-Vanc         | Rumunia              |
| 63  | 1       | María Vento-Kabchi          | Wenezuela            |
| 64  | 1       | Elena Vesnina               | Rosja                |
| 65  | 1       | Roberta Vinci               | Włochy               |
| 66  | 1       | Yuka Yoshida                | Japonia              |
| 67  | 1       | Chan Yung-jan               | Tajwan               |
| 68  | 1       | Vera Zvonareva              | Rosja                |

### Gra podwójna – klasyfikacja państw
| Lp. | Państwo              | Turnieje |
| 1   | Australia            | 18       |
| 2   | Rosja                | 15       |
| 3   | Hiszpania            | 12       |
| 4   | Stany Zjednoczone    | 10       |
| 5   | Francja              | 8        |
| 6   | Włochy               | 8        |
| 7   | Argentyna            | 6        |
| 8   | Chiny                | 6        |
| 9   | Słowenia             | 6        |
| 10  | Zimbabwe             | 6        |
| 11  | Czechy               | 5        |
| 12  | Japonia              | 5        |
| 13  | Słowacja             | 5        |
| 14  | Ukraina              | 4        |
| 15  | Niemcy               | 3        |
| 16  | Południowa Afryka    | 2        |
| 17  | Szwajcaria           | 2        |
| 18  | Tajwan               | 2        |
| 19  | Belgia               | 1        |
| 20  | Bośnia i Hercegowina | 1        |
| 21  | Bułgaria             | 1        |
| 22  | Rumunia              | 1        |
| 23  | Wenezuela            | 1        |